# Антоній Бжежанчик
Антоній Бжежанчик (пол. Antoni Brzeżańczyk; нар. 9 січня 1919, Бережани, Тернопільське воєводство, Польща — пом. 26 травня 1987, Відень, Австрія) — польський футболіст та тренер.

## Клубна кар'єра
Вихованець клубу «Подгорже» (Краків). Протягом футбольної кар'єри виступав у клубах: «Погонь» (Могилино), «Даб» (Познань), «Лехія» (Гданськ), «Будувляни» (Ополе), «Будувляни» (Хожув), «Колеяж» (Познань), «Сталь» (Мелець), де також був граючим тренером клубу.

## Кар'єра тренера
По завершенні кар'єри гравця розпочав тренерську діяльність. У 1954 році закінчив тренерські курси в Кракові. Першою командою в тренерській кар'єрі Антонія стала «Сталь» (Мелець), де був граючим тренером і вивів клуб з 3-ї до 2-ї ліги. Потім тренував «Полонію» (Бидгощ), «Завішу» (Бидгощ) та «Ресовію». Потім повернувся в Мелець, з яким у 1960 році вийшов до Екстракляси.
Покинувши «Сталь», на нетривалий період часу повернувся до Познані, де в 1961 році розпочав співпрацю з місцевою «Вартою». Потім у його житті було справжнє веселе тренерське турне — ГКС (Катовиці), «Олімпія» (Познань) та «Одра» (Ополе).
У 1964—1965 роках очолював юнацьку збірну Польщі (U-19), а в 1966 році став головним тренером головної збірної Польщі, керував нею в дев'яти матчах. Спочатку працював самостійно, а з вересня створив тріо селекціорів разом із Казімежем Гурським та Клеменсом Новаком. Дебют Бжежанчика у збірній відбувся на стадіоні Шльонськ у Хожуві, 3 травня 1966 року суперниками проти угорців (нічия, 1:1). Останній матч, у якому Антоній залишався на лавці тренера, зіграний 22 жовтня 1966 року на паризькому Парк де Прінс у кваліфікації чемпіонату Європи проти триколірних (програний, 1:2). За пів року роботи на посаді головного тренера збірної Польщі здобув одну перемогу (4:0 над Люксембургом), тричі зіграв внічию та зазнав 5 поразок. Варто згадати, що у червні 1966 року польська команда вирушила вперше у власній історії в південноамериканський тур, під час якого провела два матчі проти бразильців (поразки з рахунком 1:4 та 1:2) й один — проти Аргентини (нічия 1:1). Справжнім випробуванням команди, яку очолював Бжезанчик, став матч зі збірною Англії, яка готувалася до чемпіонату світу. 5 липня 1966 року в Хожуві гості перемогли з рахунком 1:0 завдяки голу Роджера Ганта, а через 25 днів святкували виграш чемпіонського трофея на лондонському Вемблі.
У 1969 році став тренером «Заглемб'є» (Валбжих), з яким посів третє місце в Екстраклясі 1970/71. У сезоні 1971/72 років очолював «Гурник» (Забже), з яким виграв свій єдиний чемпіонат Польщі та Кубок Польщі. Наступними клубами в кар'єрі Бжезанчик стали: «Заглемб'є» (Сосновець), «Полонія» (Битом) та «Віслока» (Дебиця).
Згодом поїхав за кордон та став одним з небагатьох польських тренерів, які досягли професіональних успіхів на Заході. На початку квітня 1975 року за власним бажанням розірвав контракт з «Віслокою» й після випадкової зустрічі в Відні з Гусом Броксом в тому ж місяці став тренером нідерландського «Феєнорда». У березні 1976 року звільнений з займаної посади. Після цього тренував: «Рапід» (Відень), «Адміру» (Відень), «Іракліс» (Салоніки), ПАОК (як асистент головного тренера), «Санкт-Вейт», «Вінер», а також «Брейтенсі».

## Смерть
Антоній Бжежанчик помер 26 травня 1987 року у Відні у віці 68 років.

## Досягнення

### Як тренера
«Сталь» (Мелець)
- Вихід до Екстракляси: 1960

«Заглемб'є» (Валбжег)
- Екстракляса
  -  Бронзовий призер (1): 1971

«Гурник» (Забже)
- Екстракляса
  -  Чемпіон (1): 1972

«Феєнорд»
- Ередивізі
  -  Срібний призер (1): 1976

«Рапід» (Відень)
- Бундесліга Австрії
  -  Срібний призер (1): 1977